# Sitodiplosis
Sitodiplosis is een muggengeslacht uit de familie van de galmuggen (Cecidomyiidae).

## Soorten
- S. cambriensis Jones, 1940
- S. dactylidis Barnes, 1940
- S. mosellana (Gehin, 1857)
- S. phalaridis Abbass, 1986